# Милен Николов
Милен Василев Николов е български режисьор.
Роден е в град Нова Загора на 31 август 1939 г. През 1963 г. завършва кинорежисура в Прага. Умира на 10 септември 1998 г. в София.

## Филмография
Като режисьор
- Йосиф и Мария (1995)
- Заплахата (1989)
- Изложение (1988)
- Някой пред вратата (1987)
- Романтична история (1984)
- Солистът (1980)
- Много мили хора (тв, 1979)
- Пробен срок (тв, 1977)
- Пазачът на крепостта (1974)
- Сиромашко лято (1973)
- Гола съвест (1971)
- Края на песента (1971)
- Белият кон (1969)

Като актьор
- Мъже (1966)